# Deutsche Aufstellung
Als deutsche Aufstellung (auch altdeutsche, antiphonische oder europäische Aufstellung) wird eine bestimmte Sitzanordnung eines Sinfonieorchesters beschrieben.
Der Unterschied zur amerikanischen Aufstellung besteht in der Sitzanordnung der Streicher: Die 2. Violinen sitzen nicht neben, sondern den 1. Violinen gegenüber, die Kontrabässe befinden sich hinter den 1. Violinen, die Bratschen üblicherweise neben den zweiten Violinen und die Celli anstelle der 2. Violinen neben den 1. Violinen. Dies hat Auswirkungen auf die Klangbalance und war die übliche Aufstellung bis zum Beginn des 20. Jahrhunderts. So treten von klassischen oder romantischen Komponisten beabsichtigte Effekte besser zu Tage. Allerdings gestaltet sich das Zusammenspiel zwischen 1. und 2. Violinen schwieriger als bei der amerikanischen Aufstellung.
Bei den Bläsern sitzen die Hörner neben den Oboen.
Die deutsche Aufstellung wird vor allem für Werke der Wiener Klassik verwendet. Sinfonische Klangkörper, die in deutscher Aufstellung spielen, sind unter anderem die Wiener Philharmoniker, Wiener Symphoniker, Bamberger Symphoniker und das Gewandhausorchester Leipzig.